# Umoja

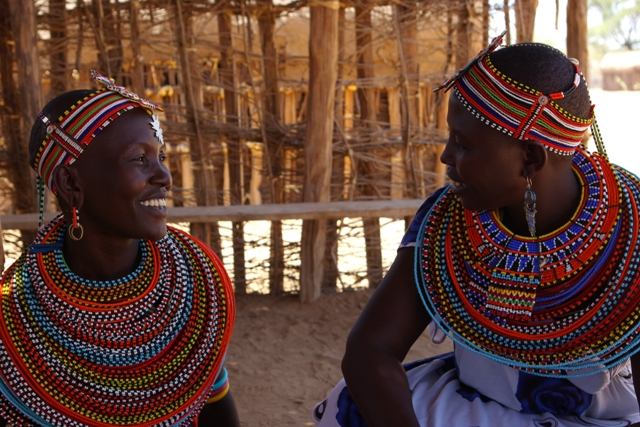
Umoja

Umoja (som betyder "enhet" på Swahili) är en säregen och möjligen världsunik ort i distriktet Samburu i provinsen Rift Valley i Kenya. Orten är speciell och unik eftersom det helt enkelt är en by enbart för kvinnor och barn. Män är helt enkelt inte tillåtna. Orten grundades av Rebecca Lolosoli, en Samburu-kvinna, som ett hem för kvinnor och flickor som drabbats av våld i hemmet och av tvångsäktenskap. 